# Konferencja naukowa
Konferencja naukowa – spotkanie grupy naukowców, praktyków i osób zainteresowanych pewnym działem nauki. W ramach spotkania referowane są wyniki badań naukowych lub odbywa się seria krótkich wykładów monograficznych i dyskusji na określony temat. Konferencje, obok publikacji, są jedną z dwóch podstawowych form prezentowania i dyskutowania wyników badań naukowych. Wystąpienia na konferencjach naukowych, w których prezentuje się swoje wyniki badań, są nazywane prezentacjami, komunikatami, doniesieniami wstępnymi, referatami. Materiały konferencji mogą być publikowane.

## Struktura konferencji
Podstawową częścią wszystkich konferencji są sesje wykładowe. W ramach sesji kolejni wykładowcy referują wyniki badań, zwykle posiłkując się przy tym wyświetlanymi przeźroczami (slajdami) lub różnymi formami prezentacji multimedialnej. Czas referatu jest zwykle ograniczony i nie przekracza 25 minut. Po jego zakończeniu odbywa się, również ograniczona w czasie, publiczna dyskusja, w trakcie której można zadawać wykładowcy pytania. Zwykle nad przebiegiem sesji wykładowej czuwa jej przewodniczący lub moderator, który anonsuje kolejnych wykładowców, upomina ich, gdy przekraczają limit czasu oraz ustala kolejność zadawania pytań w czasie dyskusji. Sesje dzielone są zwykle na kilka bloków, między którymi odbywają się przerwy kawowe oraz przerwa obiadowa. Bardzo często w trakcie przerw na kawę odbywają się ożywione dyskusje kuluarowe.
W ramach dużych konferencji odbywają się zwykle sesje plenarne, w których uczestniczyć mają w zamyśle wszyscy oraz sesje panelowe, które często odbywają się równolegle do siebie i są przeznaczone dla grup osób zainteresowanych określonymi, wąskimi wycinkami badań. Wykłady w ramach sesji panelowych (sekcyjnych) dzieli się też czasami na wykłady na zaproszenie, wykłady pełne i krótkie komunikaty ustne.
W trakcie konferencji odbywają się często także:
- sesje plakatowe (posterowe) – w ramach których wyniki są prezentowane w ramach plakatu, przy którym powinien stać jeden z jego autorów i być gotowy odpowiedzieć na pytania,
- panele dyskusyjne – w ramach których przewodniczący panelu wygłasza ograniczoną mowę wprowadzającą, po czym rozpoczyna się wolna dyskusja, której przebieg organizuje na bieżąco przewodniczący,
- warsztaty – w trakcie których wykładowca lub grupa wykładowców nie ogranicza się do wygłoszenia wykładu, lecz także prowadzi z uczestnikami rozmaite formy ćwiczeń pomagających zapoznać się, np. z nową techniką badawczą.

Oprócz tego w ramach konferencji odbywają się różnego rodzaju imprezy integracyjne, które umożliwiają (przynajmniej w teorii) mniej formalne dyskusje naukowe w spontanicznie tworzących się grupach.

## Zarządzanie konferencjami
Większość konferencji jest zarządzana przez specjalnie powołane komitety organizacyjne. Komitet organizacyjny gromadzi zwykle listę potencjalnych uczestników, do których wysyła tzw. pierwszy cyrkularz. Jest to zazwyczaj krótka ulotka informująca o miejscu i celu konferencji oraz zawierająca prośbę o wstępne zgłoszenie chęci uczestniczenia w konferencji – zazwyczaj rozsyła się ją na rok przed terminem konferencji. Do osób, które przyślą zgłoszenie chęci uczestnictwa, wysyłana jest na kilka miesięcy przed konferencją informacja, w której podane są już zwykle dokładne dane na jej temat, tj. koszty uczestnictwa, lista zaproszonych wykładowców itd.
Następnym etapem jest selekcja zgłoszeń, które mają najczęściej postać krótkich streszczeń wystąpień zwanych abstraktami. Na podstawie tekstów, a także znajomości dotychczasowego dorobku zgłaszających dokonuje się selekcji wystąpień na wykłady plenarne, ogólne, komunikaty ustne i postery. Selekcja ta jest dokonywana przez komitet naukowy konferencji, który nie zajmuje się bezpośrednio jej organizacją, lecz złożony jest z autorytetów naukowych w danej dziedzinie. Zaproszenie do udziału w komitecie naukowym prestiżowej konferencji jest rodzajem zaszczytu i formą uznania dla dotychczasowych dokonań naukowca. Komitet naukowy ustala też kolejność wystąpień w ramach sesji sekcyjnych i ustanawia przewodniczących poszczególnych sesji.
Szczegółowy program konferencji jest ostatecznie ustalany na kilka tygodni przed konferencją przez komitet organizacyjny i wysyłany w formie programu jako zaproszenie do wszystkich osób, które zarejestrowały swój udział na konferencji. Od tego momentu nie ma już zwykle możliwości rejestrowania swojego udziału w konferencji.
Do zadań komitetu organizacyjnego należy też zwykle druk materiałów konferencyjnych, na które składa się zwykle: dokładny program konferencji, skorowidz nazwisk uczestników oraz zbiór nadesłanych abstraktów lub artykułów.
Na dużych konferencjach materiały te tworzą obszerną księgę, która zwykle dla wygody uczestników jest dzielona na księgę abstraktów (artykułów) oraz księgę z programem i skorowidzem nazwisk. Coraz częstszym zwyczajem jest dostarczanie księgi abstraktów (artykułów) w formie płyty CD lub w formie elektronicznej.

## Rodzaje i rozmiary konferencji
Rozmiary konferencji naukowych i czas ich trwania bywają bardzo różne.
Można podzielić je na:
kongresyNajwiększe konferencje, zwane zjazdami lub kongresami potrafią gromadzić ponad 10 000 uczestników i trwać 2 tygodnie. Na tego rodzaju konferencjach występuje też duża rotacja uczestników w czasie jej trwania, gdyż wiele osób przejeżdża na nie, aby wysłuchać określonego wykładu plenarnego lub wziąć udział tylko w jednej z sesji wykładowych. W ramach tego rodzaju konferencji odbywają się dziesiątki równoległych sesji wykładów, posterów i paneli dyskusyjnych, natomiast nie organizuje się zwykle w ich ramach warsztatów i pozostawiają one mało czasu na nieformalne dyskusje.
konferencje (tradycyjne)Najczęściej spotykane, typowe konferencje naukowe gromadzą zwykle ok. 80–1000 uczestników i trwają od 1 do 5 dni. Większość uczestników tego rodzaju konferencji uczestniczy w nich od początku do końca. W ramach nich odbywają się 2–4 sesje wykładowe i posterowe. Zwykle przynajmniej jedno przedpołudnie jest pozostawiane wolne od sesji dając uczestnikom czas na nieformalne dyskusje.
sympozjaOd strony organizacyjnej bardzo podobne do typowych konferencji. Sympozja zwykle dotyczą węższego niż konferencje zakresu tematycznego.
szkoły letnie/warsztatyJest to forma konferencji, których celem jest umożliwienie jak najbliższego kontaktu sław naukowych z młodymi badaczami. Na konferencjach tego rodzaju skład wykładowców jest dobierany pod kątem ich walorów edukacyjnych. Poszczególne wykłady trwają dłużej i zawierają wstęp dla mniej zorientowanych. Można w ich trakcie przerywać wykład pytaniami. Młodzi naukowcy mają na nich możliwość zaprezentowania swoich wyników w formie posterów, przy których mogą być egzaminowani przez bardziej doświadczonych i uznanych uczestników. W ramach szkół są też często organizowane zajęcia warsztatowe.
minikonferencjeSą to spotkania dla maksimum 100 osób, zainteresowanych dokładnym przedyskutowaniem określonego, wąskiego zagadnienia. Posiadają one często dużo mniej sformalizowaną strukturę, dającą jak najwięcej czasu na panele dyskusyjne, warsztaty i nieformalne dyskusje, kosztem czasu na sformalizowane sesje wykładowe i posterowe.